# Michel Commelin
Pour les articles homonymes, voir Commelin.
Michel Commelin, né le 24 décembre 1919 à Beauvais (Oise) et mort le 19 janvier 2012 à Beauvais (Oise), est un homme politique français.

## Biographie
Directeur de secrétariat de profession,il est élu conseiller général du canton du Coudray-Saint-Germer de 1964 à 2004 et occupe la fonction de vice-président.
Il est brièvement député, à la suite du décès de François Bénard, dont il est suppléant.
Il est inhumé au cimetière général de Beauvais.

## Détail des fonctions et des mandats
Mandat parlementaire
- 3 mars 1978 - 2 avril 1978 : député de la 5e circonscription de l'Oise